# Praeparatio evangelica
Praeparatio evangelica („Die Vorbereitung auf das Evangelium“; griechisch Εὐαγγελικὴ προπαρασκευή) ist der Titel eines vollständig erhaltenen, fünfzehnbändigen Werkes des christlichen Kirchenhistorikers und Bischofs Eusebius von Caesarea, das Anfang des vierten Jahrhunderts verfasst wurde. Es bildet zusammen mit der zwanzigbändigen, nur zur Hälfte erhaltenen Demonstratio Evangelica („Die Offenbarwerdung des Evangeliums“) ein großes apologetisches Werk über das Christentum. Eusebius widmete beide Werke dem Bischof Theodotos von Laodikeia in Syrien.

## Überlieferung, Editionen und Entstehungsdatum
Die ersten fünf Bücher der Praeparatio evangelica sind doppelt überliefert, die letzten zehn nur durch jüngere Handschriften, deren beste häufig nur sich gegenseitig ergänzende Exzerpt bieten. Die bis dahin nicht zufriedenstellenden Editionen des Werkes wurden von Karl Mras zwischenzeitlich textkritisch überarbeitet und teilweise nach den Quellen korrigiert, weshalb nach einer Beurteilung von Folker Siegert die Ausgabe der Praeparatio evangelica von Karl Mras als „maßgeblich gilt“ und die Ausgabe Benedikt Nieses als obsolet anzusehen ist.
Eusebius begann mit der Abfassung der Praeparatio evangelica, deren Entstehungszeitraum in dem Werk nicht direkt angegeben wird, bald nach der letzten großen Christenverfolgung, die im Jahr 303 unter Kaiser Diokletian begann und 311 endete. Die Anspielung auf die Demaskierung des heidnischen Fanatikers Theoteknos (Ende 313 oder Anfang 314) erlaubt die Fixierung eines sicheren Terminus post quem für das Werk. Beendet wurde es wohl erst etwa zehn Jahre später um 323. Es wird das Siegesbewusstsein der bisher verfolgten christlichen Kirche ausgedrückt, die wieder ihren Kultus ausüben darf, ebenso der Reichsfriede gefeiert. Das Werk sollte die Überlegenheit des Christentums gegenüber dem Heidentum demonstrieren und wohl auch eine Verteidigungsschrift gegen weitere Angriffe darstellen.

## Inhalt

### Überlegenheit des Christentums
In einer längeren Einleitung beschreibt Eusebius zunächst das Evangelium als wahre Verehrung des einen Gottes, die der in Jesus Christus erschienene göttliche Logos verkündet habe, und formuliert anschließend die wesentlichsten Vorwürfe und Einwände der Heiden und Juden gegen die neue Religion. Die Juden warfen den Christen etwa die Inkonsequenz vor, dass sie zwar die dem Volk Jahwes zuteil gewordenen Verheißungen für sich in Anspruch nahmen, aber gleichzeitig die jüdischen Riten und Lebensgewohnheiten ablehnten. Der Widerlegung der heidnischen Einwände dienen die 15 Bände der Praeparatio evangelica, während die Demonstratio evangelica die Vorwürfe der Juden zu entkräften sucht. In der Auseinandersetzung mit den heidnischen Kritikern beschäftigt sich Eusebius insbesondere mit deren gelehrtestem Vertreter, dem knapp nach 300 verstorbenen neuplatonischen Philosophen Porphyrios, der ein intellektuell gefürchteter Gegner der Christen war und ein (verlorenes) 15-bändiges Werk Gegen die Christen mit polemischen Attacken auf das Alte und Neue Testament verfasst hatte. Die Methode des Eusebius ist weniger, durch eigene Argumentation zu überzeugen als mittels zahlreicher Exzerpte aus heidnischer Literatur die Heiden durch sich selbst zu widerlegen. Dadurch wird sein Werk zur Fundgrube für Auszüge aus sonst nicht erhaltenen Schriften der antiken Philosophie und anderer Disziplinen.
Den göttlichen Ursprung des Christentums sieht Eusebius u. a. darin erwiesen, dass sich die christliche Kirche, wie von Jesus prophezeit, universal und unbezwingbar fest etabliert habe. Ebenso seien Jesu Erscheinen und sein Auftrag, die Heiden zu bekehren, bereits von Propheten des Alten Testaments verkündigt worden. Außerdem habe gleichzeitig mit dem Auftreten Jesu die Pax Augusta begonnen, die eine Beendigung der endlosen militärischen Konflikte der verschiedenen Staaten miteinander und die Entstehung einer Friedenszeit im römischen Weltreich gebracht habe. Gegenüber der Zügellosigkeit des Polytheismus habe die christliche Ethik, etwa durch das Verbot von Inzest oder die Gleichstellung von Kranken und Schwachen, die Entwicklung der Kultur positiv gefördert.
In den ersten sechs Büchern der Praeparatio evangelica geht Eusebius auf verschiedene Aspekte der heidnischen Religion ein, etwa sehr ausführlich auf ihre Orakel. Die dabei befragten Götter stellt er als entweder gar nicht existent oder als böse Dämonen dar. In einem späteren Teil des Werks stellt Eusebios die These auf, dass die hebräische Theologie wesentlich älter als die hellenische Mythologie und Philosophie sei. Daran knüpft er die weitere Theorie, dass Platon, dessen Lehre im Vergleich mit jenen anderer griechischer Philosophen den christlichen Anschauungen am nächsten komme, seine Weisheit vor allem Mose und jüdischen Propheten entlehnt, wenn auch nicht den Polytheismus abzuschütteln gewagt habe.

### Historische und philosophisch-theologische Quellen
Zu den wichtigsten Fragmenten aus verlorenen Werken antiker Autoren, die Eusebius in seiner Praeparatio evangelica bringt, zählen Exzerpte aus Diodor, dem Mittelplatoniker Attikos, dem Werk des Alexander Polyhistor über die Juden oder der Chronik des Julius Africanus. Auch ein wichtiger Auszug über phönikische Religion, wie sie Sanchuniathon darstellte, wird von Eusebius überliefert, ebenso Ereignisse der altägyptischen Geschichte.
Eusebius verwendete auch Quellen von Flavius Josephus, beispielsweise Über die Ursprünglichkeit des Judentums, da sie nach seinem Ermessen wertvolle Hinweise zur Geschichte der Hebräer beinhalteten. Damit gilt die Praeparatio evangelica als wichtigste Sekundärquelle für das Wirken und die Texte von Flavius Josephus.
Die Epitome Manethos (Aegyptiaca), obwohl Bestandteil der Texte von Flavius Josephus, wird inhaltlich nicht in der Praeparatio evangelica, sondern ausführlich in seinem Werk Chronologie 1 behandelt.